# Psyroides
Psyroides är ett släkte av fjärilar. Psyroides ingår i familjen mätare.
Kladogram enligt Catalogue of Life:
| Psyroides | \| \| Psyroides flavivertex \| \| \| \| \| \| Psyroides pentagramma \| \| \| \| \| \| Psyroides ramphodes \| \| \| \| |
|           | \| \| Psyroides flavivertex \| \| \| \| \| \| Psyroides pentagramma \| \| \| \| \| \| Psyroides ramphodes \| \| \| \| |
|           | Psyroides flavivertex                                                                                                 |
|           | |
|           | Psyroides pentagramma                                                                                                 |
|           | |
|           | Psyroides ramphodes                                                                                                   |
|           | |